# Sergueï Kornilenko
Sergueï Aleksandrovitch Kornilenko (en russe : Сергей Александрович Корниленко) ou Siarheï Aliaksandravitch Karnilenka (en biélorusse : Сяргей Аляксандравіч Карніленка) est un footballeur international biélorusse né le 14 juin 1983.

## Biographie

### Carrière en club

#### Débuts dans le championnat biélorusse (2000-2003)
Né et formé dans la ville de Vitebsk, Sergueï Kornilenko intègre l'équipe première du club local du Lokomotiv-96 Vitebsk en 2000. Il y fait notamment ses débuts en première division biélorusse le 12 juin, deux jours avant son dix-septième anniversaire, contre le Slavia Mazyr.
Recruté dès l'année suivante par le Dinamo Minsk, il passe dans un premier temps une année sous les couleurs de l'équipe des jeunes au deuxième échelon avant d'intégrer l'équipe première lors de la saison 2002. Il termine par la suite l'année sur un bilan de quinze matchs pour cinq buts marqués en championnat. Il fait également à cette occasion ses débuts dans les compétitions européennes en jouant un match de Coupe UEFA contre le CSKA Sofia à la mi-août. 
Kornilenko se révèle pleinement au cours de l'exercice 2003 au cours duquel il inscrit pas moins de dix-huit buts en 29 matchs de championnat, incluant deux triplés contre le Daryda Minsk Rayon le 8 juillet et le 1er novembre, ainsi que trois doublés. Cette performance lui permet de finir meilleur buteur de la compétition, à égalité avec Gennadi Bliznyuk du FK Homiel. Il participe également à la victoire des siens dans la Coupe de Biélorussie au mois de mai.

#### Passage en Ukraine (2004-2008)
Ses performances sous le maillot du Dinamo Minsk valent à Kornilenko l'attention de plusieurs clubs étrangers, en particulier du VfB Stuttgart, vice-champion d'Allemagne en titre pour joue notamment son compatriote Aliaksandr Hleb, qui lui propose une mise à l'essai pour le début d'année 2004. C'est finalement en faveur de l'équipe ukrainienne Dynamo Kiev qu'il décide de s'engager à la mi-janvier 2004. Durant la deuxième moitié de la saison 2003-2004 sous les ordres d'Oleksiy Mykhaylychenko, il effectue neuf apparitions, principalement en tant que remplaçant, pour deux buts marqués tandis que les Kiévains remportant le championnat. L'arrivée de József Szabó pour l'exercice suivant le relègue cependant à l'équipe réserve,.
N'ayant pratiquement pas joué durant la première partie de la saison 2004-2005, Kornilenko est alors prêté au Dnipro Dnipropetrovsk en début d'année 2005. Il y connaît durant ses deux premiers mois de très bonnes performances, marquant notamment sept buts en autant de rencontres de championnat entre la mi-février et la mi-avril. Bien qu'il demeure muet dans les mois qui suivent, il est recruté définitivement par le Dnipro durant l'été 2005.
Après son transfert, Kornilenko dispute 27 matchs en championnat pour cinq buts inscrits durant l'exercice 2005-2006, tandis qu'il enchaîne entre titularisations et entrées en jeu depuis le banc des remplaçants. La saison suivante s'avère nettement positive pour lui tandis qu'il est buteur à dix reprises en championnat, finissant troisième meilleur buteur de la compétition. Ce bilan est terni lors de la dernière rencontre de la saison contre le Metalist Kharkiv qui le voit être exclu après avoir bousculé volontairement l'arbitre en fin de match. Ce geste d'humeur lui vaut d'être suspendu pour les cinq premiers matchs de l'exercice 2007-2008.
Relégué par la suite sur le banc des remplaçants par les recrues estivales Andriy Vorobey et Sergueï Samodine, il ne dispute finalement que neuf matchs en championnat au cours de cette dernière saison.

#### Départ pour la Russie et bref passage en Angleterre (2008-2011)

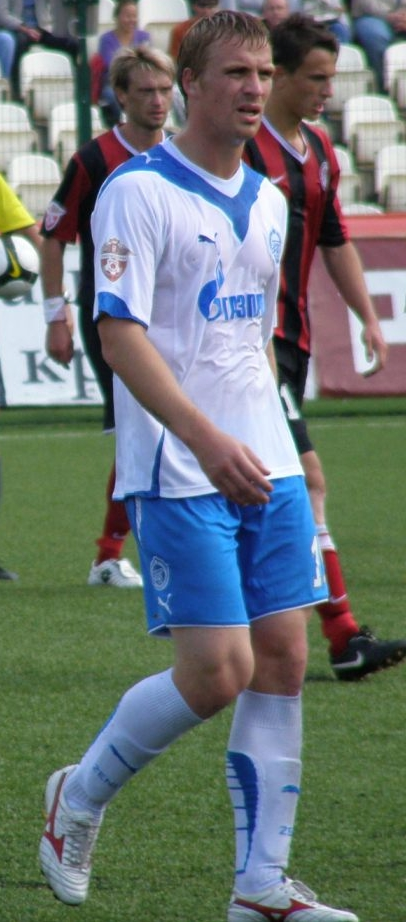
Sergueï Kornilenko sous les couleurs du Zénith Saint-Pétersbourg en août 2009.

À la fin du mois d'août 2008, Kornilenko quitte définitivement le Dnipro et l'Ukraine pour s'engager en Russie en faveur du Tom Tomsk. Il est cependant peu utilisé durant la fin de la saison 2008, avec seulement trois apparitions depuis le banc des remplaçants. Jouant de manière plus régulière lors de la première moitié de l'exercice 2009, il s'impose rapidement comme le principal buteur de l'équipe, inscrivant six buts en dix matchs de championnat. Cette performance lui vaut d'être recruté dès l'été par le Zénith Saint-Pétersbourg pour un montant de deux millions de dollars,.
Buteur pour ses débuts face au Saturn Ramenskoïe le 2 août, il s'agît cependant de son unique sous les couleurs pétersbourgeoises. Kornilenko finit par perdre rapidement sa place de titulaire face à la concurrence de Mateja Kežman et Fatih Tekke notamment, et doit se contenter d'entrées en fin de rencontres à partir du mois de septembre. Marqué comme transférable dès la fin d'année 2009, il fait finalement son retour au Tom Tomsk sous la forme d'un prêt durant le mois de mars 2010. Rapidement titularisé pour le début de la saison, il y réitère ses performances de l'année précédente en marquant pas moins de onze buts en quinze matchs de championnat, incluant dès doublés contre le FK Rostov et le Spartak Moscou.
Retrouvant ainsi une nouvelle côte, il est rappelé de Tomsk par le Zénith dès l'été avant d'être prêté à nouveau au Rubin Kazan, champion national en titre. Sous ces couleurs, il prend notamment part à la phase de groupes de la Ligue des champions où il est titularisé pour cinq des six rencontres du groupe D. En championnat, il effectue huit apparitions et marque trois buts : un doublé contre le Krylia Sovetov Samara le 29 octobre suivi d'un autre but contre le Spartak Moscou neuf jours plus tard.
Non-conservé par le Rubin au terme de son prêt, Kornilenko connaît un troisième et dernier prêt, cette fois en Angleterre en faveur du Blackpool FC à la toute fin du mois de janvier 2011. Il apparaît six fois sous ces couleurs tandis que le club est relégué en deuxième division au terme de l'exercice. Malgré un intérêt du club pour une prolongation, il décide de quitter Blackpool après quatre mois de prêt,.

#### Fin de carrière au Krylia Sovetov (2011-2021)
Après un bref retour à Saint-Pétersbourg, Kornilenko quitte définitivement le club au cours l'été 2011 pour rejoindre les rangs du Krylia Sovetov Samara. Il y devient rapidement un titulaire régulier, marquant notamment par dix fois en 22 matchs au cours de la saison 2011-2012, aidant ainsi le club à se maintenir en première division.
Dans les années qui suivent, il prend notamment part aux deux brefs passages du Krylia Sovetov dans la deuxième division, remportant à ces occasions le titre de champion en 2015 avant d'être élu meilleur attaquant du championnat à l'issue de la saison 2017-2018, durant laquelle il marque quinze buts et termine deuxième meilleur buteur. De passage durant entre 2011 et 2019, il cumule ainsi 205 apparitions et 56 marqués pour le club tout au long de cette période.
Il prend sa retraite au mois de juillet 2019 et intègre dans la foulée l'encadrement technique du Krylia Sovetov Samara sous les ordres de Miodrag Božović. Il devient ensuite directeur sportif du club durant l'été 2020. En février 2021, il est réintégré au sein de l'effectif premier afin de disputer un dernier match d'adieu à domicile. Il joue par la suite la dernière rencontre à domicile de la saison 2020-2021 contre Krasnodar-2, entrant en fin de match avant d'inscrire un but qui parachève la large victoire des siens (6-0),.

### Carrière internationale

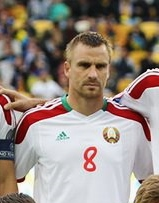
Sergueï Kornilenko sous les couleurs de la Biélorussie en septembre 2015.

Sélectionné dans les équipes de jeunes de la sélection biélorusse dès 2000, Kornilenko prend notamment part à l'Euro espoirs de 2004, disputant deux des trois matchs de la phase de groupes. Il participe ensuite aux éliminatoires de l'édition 2006 à l'issue desquelles la Biélorussie échoue à se qualifier pour la phase finale.
Kornilenko connaît sa première apparition avec la sélection A le 20 juillet 2003 à l'occasion d'un match amical face à l'Iran. Il joue son premier match de compétition, pour sa deuxième sélection, près de deux ans plus tard contre la Slovénie dans le cadre des éliminatoires de la Coupe du monde 2006 le 4 juin 2005. Il marque ensuite ses premiers buts le 12 novembre suivant contre la Lettonie en match amical.
Il devient par la suite une figure régulière de l'équipe biélorusse, connaissant en tout 78 sélections entre ses débuts en juillet 2003 et sa dernière sélection à la fin de l'année 2016. Avec 17 buts marqués au cours de cette période, il est le deuxième meilleur buteur de la sélection biélorusse derrière Maksim Romaschenko.
Durant l'été 2012, Kornilenko est convoqué par Georgi Kondratiev avec la sélection olympique dans le cadre des Jeux olympiques d'été de 2012 en tant que joueur de plus de 23 ans. Malgré sa participation, la Biélorussie est éliminée dès la phase de groupes, n'enregistrant qu'une seule victoire contre la Nouvelle-Zélande pour deux défaites contre le Brésil et l'Égypte.

## Statistiques
| Saison                | Club                     | Championnat           | Championnat | Championnat | Coupe(s) nationale(s) | Coupe(s) nationale(s) | Compétition(s) continentale(s) | Compétition(s) continentale(s) | Compétition(s) continentale(s) | Total | Total |
| Saison                | Club                     | Division              | M.          | B.          | M.                    | B.                    | Comp.                          | M.                             | B.                             | M.    | B.    |
| 2000                  | Lokomotiv-96 Vitebsk     | D1                    | 4           | 0           | -                     | -                     | -                              | -                              | -                              | 4     | 0     |
| Sous-total            | Sous-total               | Sous-total            | 4           | 0           | -                     | -                     | -                              | -                              | -                              | 4     | 0     |
| 2002                  | Dinamo Minsk             | D1                    | 15          | 5           | -                     | -                     | -                              | -                              | -                              | 15    | 5     |
| 2003                  | Dinamo Minsk             | D1                    | 30          | 18          | -                     | -                     | C3                             | 2                              | 0                              | 32    | 18    |
| Sous-total            | Sous-total               | Sous-total            | 45          | 23          | -                     | -                     | -                              | 2                              | 0                              | 47    | 23    |
| 2003-2004             | Dynamo Kiev              | D1                    | 9           | 2           | 1                     | 0                     | -                              | -                              | -                              | 10    | 2     |
| 2004-2005             | Dynamo Kiev              | D1                    | -           | -           | 2                     | 0                     | -                              | -                              | -                              | 2     | 0     |
| Sous-total            | Sous-total               | Sous-total            | 9           | 2           | 3                     | 0                     | -                              | -                              | -                              | 12    | 2     |
| 2004-2005             | FK Dnipro (prêt)         | D1                    | 14          | 7           | 2                     | 0                     | C3                             | 2                              | 0                              | 18    | 7     |
| 2005-2006             | FK Dnipro                | D1                    | 27          | 5           | 1                     | 0                     | C3                             | 5                              | 0                              | 33    | 5     |
| 2006-2007             | FK Dnipro                | D1                    | 26          | 10          | 3                     | 1                     | CI                             | 4                              | 2                              | 33    | 13    |
| 2007-2008             | FK Dnipro                | D1                    | 9           | 0           | 1                     | 0                     | C3                             | 4                              | 1                              | 14    | 1     |
| 2008-2009             | FK Dnipro                | D1                    | 4           | 1           | -                     | -                     | C3                             | 1                              | 1                              | 5     | 2     |
| Sous-total            | Sous-total               | Sous-total            | 80          | 17          | 7                     | 1                     | -                              | 16                             | 4                              | 103   | 22    |
| 2008                  | Tom Tomsk                | D1                    | 3           | 0           | 1                     | 1                     | -                              | -                              | -                              | 4     | 1     |
| 2009                  | Tom Tomsk                | D1                    | 10          | 6           | 1                     | 0                     | -                              | -                              | -                              | 11    | 6     |
| Sous-total            | Sous-total               | Sous-total            | 13          | 6           | 2                     | 1                     | -                              | -                              | -                              | 15    | 7     |
| 2009                  | Zénith Saint-Pétersbourg | D1                    | 11          | 1           | 1                     | 0                     | C3                             | 2                              | 0                              | 14    | 1     |
| 2010                  | Tom Tomsk (prêt)         | D1                    | 15          | 11          | -                     | -                     | -                              | -                              | -                              | 15    | 11    |
| 2010                  | Rubin Kazan (prêt)       | D1                    | 8           | 3           | -                     | -                     | C1                             | 5                              | 0                              | 13    | 3     |
| 2010-2011             | Blackpool FC (prêt)      | D1                    | 6           | 0           | -                     | -                     | -                              | -                              | -                              | 6     | 0     |
| Sous-total            | Sous-total               | Sous-total            | 40          | 15          | 1                     | 0                     | -                              | 7                              | 0                              | 48    | 15    |
| 2011-2012             | Krylia Sovetov Samara    | D1                    | 22          | 10          | -                     | -                     | -                              | -                              | -                              | 22    | 10    |
| 2012-2013             | Krylia Sovetov Samara    | D1                    | 22          | 3           | 2                     | 0                     | -                              | -                              | -                              | 24    | 3     |
| 2013-2014             | Krylia Sovetov Samara    | D1                    | 25          | 4           | -                     | -                     | -                              | -                              | -                              | 25    | 4     |
| 2014-2015             | Krylia Sovetov Samara    | D2                    | 27          | 6           | 3                     | 0                     | -                              | -                              | -                              | 30    | 6     |
| 2015-2016             | Krylia Sovetov Samara    | D1                    | 16          | 4           | 1                     | 0                     | -                              | -                              | -                              | 17    | 4     |
| 2016-2017             | Krylia Sovetov Samara    | D1                    | 26          | 8           | 2                     | 1                     | -                              | -                              | -                              | 28    | 9     |
| 2017-2018             | Krylia Sovetov Samara    | D2                    | 33          | 15          | 3                     | 1                     | -                              | -                              | -                              | 36    | 16    |
| 2018-2019             | Krylia Sovetov Samara    | D1                    | 21          | 4           | 2                     | 0                     | -                              | -                              | -                              | 23    | 4     |
| 2020-2021             | Krylia Sovetov Samara    | D2                    | 1           | 1           | -                     | -                     | -                              | -                              | -                              | 1     | 1     |
| Sous-total            | Sous-total               | Sous-total            | 193         | 55          | 13                    | 2                     | -                              | -                              | -                              | 206   | 57    |
| Total sur la carrière | Total sur la carrière    | Total sur la carrière | 384         | 118         | 26                    | 4                     | -                              | 25                             | 3                              | 435   | 125   |

## Palmarès
Dinamo Minsk
- Vainqueur de la Coupe de Biélorussie en 2003.

 Dynamo Kiev
- Champion d'Ukraine en 2004.

 Krylia Sovetov Samara
- Champion de Russie de deuxième division en 2015 et 2021.

Distinctions individuelles
- Meilleur buteur du championnat de Biélorussie en 2003 (18 buts)